# Loizos Loizou
Loizos Loizou (in greco Λοΐζος Λοΐζου?; Nicosia, 18 luglio 2003) è un calciatore cipriota, attaccante dell'Omonia e della nazionale cipriota.

## Caratteristiche tecniche
Esterno d'attacco, in grado di agire da terminale offensivo.

## Carriera

### Club
Muove i suoi primi passi nel settore giovanile dell'Omonia. Esordisce in prima squadra l'11 aprile 2019 contro l'APOEL, subentrando al 90' al posto di David Ramírez, diventando – all'età di 15 anni, 9 mesi e 23 giorni – il più giovane esordiente nella storia dell'Omonia.
Il 19 agosto 2020 esordisce nelle competizioni europee contro l'Ararat (0-1 per i ciprioti), incontro preliminare valido per l'accesso alla fase a gironi di UEFA Champions League, subentrando all'81' al posto di Charalampos Mavrias.
Il 30 gennaio 2024 viene ceduto in prestito fino al termine della stagione all'Heerenveen.

### Nazionale
Esordisce in nazionale il 5 settembre 2020 contro il Montenegro in Nations League, subentrando al 63' al posto di Dīmītrīs Christofī.

## Statistiche

### Presenze e reti nei club
Statistiche aggiornate al 28 ottobre 2024.
| Stagione        | Squadra         | Campionato      | Campionato | Campionato | Coppe nazionali | Coppe nazionali | Coppe nazionali | Coppe continentali | Coppe continentali | Coppe continentali | Altre coppe | Altre coppe | Altre coppe | Totale | Totale |
| Stagione        | Squadra         | Comp            | Pres       | Reti       | Comp            | Pres            | Reti            | Comp               | Pres               | Reti               | Comp        | Pres        | Reti        | Pres   | Reti   |
| --------------- | --------------- | --------------- | ---------- | ---------- | --------------- | --------------- | --------------- | ------------------ | ------------------ | ------------------ | ----------- | ----------- | ----------- | ------ | ------ |
| 2018-2019       | Omonia          | A               | 0+2        | 0          | CC              | 0               | 0               | -                  | -                  | -                  | -           | -           | -           | 2      | 0      |
| 2019-2020       | Omonia          | A               | 1          | 1          | CC              | 1               | 0               | -                  | -                  | -                  | -           | -           | -           | 2      | 1      |
| 2020-2021       | Omonia          | A               | 20+7       | 1+1        | CC              | 2               | 0               | UCL+UEL            | 4+3                | 0                  | -           | -           | -           | 36     | 2      |
| 2021-2022       | Omonia          | A               | 22+6       | 1+3        | CC              | 6               | 1               | UCL+UEL+UECL       | 2+4+6              | 0+2+0              | SC          | 0           | 0           | 46     | 7      |
| 2022-2023       | Omonia          | A               | 24+9       | 4          | CC              | 6               | 1               | UEL                | 4                  | 0                  | SC          | 0           | 0           | 43     | 5      |
| 2023-gen. 2024  | Omonia          | A               | 18         | 6          | CC              | 1               | 0               | UECL               | 4                  | 0                  | SC          | 1           | 0           | 24     | 6      |
| gen.-giu. 2024  | Heerenveen      | ED              | 5          | 0          | CO              | -               | -               | -                  | -                  | -                  | -           | -           | -           | 5      | 0      |
| 2024-2025       | Omonia          | A               | 5          | 0          | CC              | 0               | 0               | UECL               | 2                  | 0                  | -           | -           | -           | 7      | 0      |
| Totale Omonia   | Totale Omonia   | Totale Omonia   | 114        | 17         |                 | 16              | 2               |                    | 29                 | 2                  |             | 1           | 0           | 160    | 21     |
| Totale carriera | Totale carriera | Totale carriera | 119        | 17         |                 | 16              | 2               |                    | 29                 | 2                  |             | 1           | 0           | 165    | 21     |

### Cronologia presenze e reti in nazionale
| Cronologia completa delle presenze e delle reti in nazionale ― Cipro | Cronologia completa delle presenze e delle reti in nazionale ― Cipro | Cronologia completa delle presenze e delle reti in nazionale ― Cipro | Cronologia completa delle presenze e delle reti in nazionale ― Cipro | Cronologia completa delle presenze e delle reti in nazionale ― Cipro | Cronologia completa delle presenze e delle reti in nazionale ― Cipro | Cronologia completa delle presenze e delle reti in nazionale ― Cipro | Cronologia completa delle presenze e delle reti in nazionale ― Cipro |
| Data                                                                 | Città                                                                | In casa                                                              | Risultato                                                            | Ospiti                                                               | Competizione                                                         | Reti                                                                 | Note                                                                 |
| -------------------------------------------------------------------- | -------------------------------------------------------------------- | -------------------------------------------------------------------- | -------------------------------------------------------------------- | -------------------------------------------------------------------- | -------------------------------------------------------------------- | -------------------------------------------------------------------- | -------------------------------------------------------------------- |
| 5-9-2020                                                             | Nicosia                                                              | Cipro                                                                | 0 – 2                                                                | Montenegro                                                           | UEFA Nations League 2020-2021 - 1º turno                             | -                                                                    | 63’                                                                  |
| 8-9-2020                                                             | Nicosia                                                              | Cipro                                                                | 0 – 1                                                                | Azerbaigian                                                          | UEFA Nations League 2020-2021 - 1º turno                             | -                                                                    | 57’                                                                  |
| 7-10-2020                                                            | Larnaca                                                              | Cipro                                                                | 1 – 2                                                                | Rep. Ceca                                                            | Amichevole                                                           | 1                                                                    |                                                                      |
| 10-10-2020                                                           | Lussemburgo                                                          | Lussemburgo                                                          | 2 – 0                                                                | Cipro                                                                | UEFA Nations League 2020-2021 - 1º turno                             | -                                                                    | 75’                                                                  |
| 13-10-2020                                                           | Elbasan                                                              | Azerbaigian                                                          | 0 – 0                                                                | Cipro                                                                | UEFA Nations League 2020-2021 - 1º turno                             | -                                                                    | 69’ 81’                                                              |
| 17-11-2020                                                           | Podgorica                                                            | Montenegro                                                           | 4 – 0                                                                | Cipro                                                                | UEFA Nations League 2020-2021 - 1º turno                             | -                                                                    | 66’                                                                  |
| 24-3-2021                                                            | Nicosia                                                              | Cipro                                                                | 0 – 0                                                                | Slovacchia                                                           | Qual. Mondiali 2022                                                  | -                                                                    | 72’                                                                  |
| 30-3-2021                                                            | Strovolos                                                            | Cipro                                                                | 1 – 0                                                                | Slovenia                                                             | Qual. Mondiali 2022                                                  | -                                                                    | 82’                                                                  |
| 4-6-2021                                                             | Budapest                                                             | Ungheria                                                             | 1 – 0                                                                | Cipro                                                                | Amichevole                                                           | -                                                                    | 71’                                                                  |
| 7-6-2021                                                             | Kharkiv                                                              | Ucraina                                                              | 4 – 0                                                                | Cipro                                                                | Amichevole                                                           | -                                                                    | 85’                                                                  |
| 1-9-2021                                                             | Ta' Qali                                                             | Malta                                                                | 3 – 0                                                                | Cipro                                                                | Qual. Mondiali 2022                                                  | -                                                                    | 70’                                                                  |
| 4-9-2021                                                             | Nicosia                                                              | Cipro                                                                | 0 – 2                                                                | Russia                                                               | Qual. Mondiali 2022                                                  | -                                                                    |                                                                      |
| 7-9-2021                                                             | Bratislava                                                           | Slovacchia                                                           | 2 – 0                                                                | Cipro                                                                | Qual. Mondiali 2022                                                  | -                                                                    | 75’                                                                  |
| 8-10-2021                                                            | Larnaca                                                              | Cipro                                                                | 0 – 3                                                                | Croazia                                                              | Qual. Mondiali 2022                                                  | -                                                                    | 69’                                                                  |
| 11-10-2021                                                           | Larnaca                                                              | Cipro                                                                | 2 – 2                                                                | Malta                                                                | Qual. Mondiali 2022                                                  | -                                                                    | 60’                                                                  |
| 2-6-2022                                                             | Larnaca                                                              | Cipro                                                                | 0 – 2                                                                | Kosovo                                                               | UEFA Nations League 2022-2023 - 1º turno                             | -                                                                    | 71’                                                                  |
| 5-6-2022                                                             | Larnaca                                                              | Cipro                                                                | 0 – 0                                                                | Irlanda del Nord                                                     | UEFA Nations League 2022-2023 - 1º turno                             | -                                                                    | 56’                                                                  |
| 9-6-2022                                                             | Volo                                                                 | Grecia                                                               | 3 – 0                                                                | Cipro                                                                | UEFA Nations League 2022-2023 - 1º turno                             | -                                                                    | 52’ 64’                                                              |
| 24-9-2022                                                            | Larnaca                                                              | Cipro                                                                | 1 – 0                                                                | Grecia                                                               | UEFA Nations League 2022-2023 - 1º turno                             | -                                                                    | 58’                                                                  |
| 27-9-2022                                                            | Pristina                                                             | Kosovo                                                               | 5 – 1                                                                | Cipro                                                                | UEFA Nations League 2022-2023 - 1º turno                             | -                                                                    | 46’                                                                  |
| 16-11-2022                                                           | Larnaca                                                              | Cipro                                                                | 0 – 2                                                                | Bulgaria                                                             | Amichevole                                                           | -                                                                    | 46’                                                                  |
| 25-3-2023                                                            | Glasgow                                                              | Scozia                                                               | 3 – 0                                                                | Cipro                                                                | Qual. Euro 2024                                                      | -                                                                    | 79’                                                                  |
| 28-3-2023                                                            | Erevan                                                               | Armenia                                                              | 2 – 2                                                                | Cipro                                                                | Amichevole                                                           | -                                                                    | 76’                                                                  |
| 17-6-2023                                                            | Larnaca                                                              | Cipro                                                                | 1 – 2                                                                | Georgia                                                              | Qual. Euro 2024                                                      | -                                                                    | 60’                                                                  |
| 20-6-2023                                                            | Oslo                                                                 | Norvegia                                                             | 3 – 1                                                                | Cipro                                                                | Qual. Euro 2024                                                      | -                                                                    | 61’                                                                  |
| 15-10-2023                                                           | Tbilisi                                                              | Georgia                                                              | 4 – 0                                                                | Cipro                                                                | Qual. Euro 2024                                                      | -                                                                    | 70’                                                                  |
| 19-11-2023                                                           | Limassol                                                             | Cipro                                                                | 1 – 0                                                                | Lituania                                                             | Amichevole                                                           | -                                                                    | 57’                                                                  |
| 21-3-2024                                                            | Limassol                                                             | Cipro                                                                | 1 – 1                                                                | Lettonia                                                             | Amichevole                                                           | -                                                                    | 62’                                                                  |
| 25-3-2024                                                            | Larnaca                                                              | Cipro                                                                | 0 – 1                                                                | Serbia                                                               | Amichevole                                                           | -                                                                    | 83’                                                                  |
| 8-6-2024                                                             | Chișinău                                                             | Moldavia                                                             | 3 – 2                                                                | Cipro                                                                | Amichevole                                                           | -                                                                    | 44’ 55’                                                              |
| 11-6-2024                                                            | Serravalle                                                           | San Marino                                                           | 1 – 4                                                                | Cipro                                                                | Amichevole                                                           | -                                                                    | 46’                                                                  |
| 9-9-2024                                                             | Larnaca                                                              | Cipro                                                                | 0 – 4                                                                | Kosovo                                                               | UEFA Nations League 2024-2025 - 1º turno                             | -                                                                    | 65’                                                                  |
| 12-10-2024                                                           | Larnaca                                                              | Cipro                                                                | 0 – 3                                                                | Romania                                                              | UEFA Nations League 2024-2025 - 1º turno                             | -                                                                    | 46’                                                                  |
| 15-10-2024                                                           | Pristina                                                             | Kosovo                                                               | 3 – 0                                                                | Cipro                                                                | UEFA Nations League 2024-2025 - 1º turno                             | -                                                                    | 79’                                                                  |
| 15-11-2024                                                           | Larnaca                                                              | Cipro                                                                | 2 – 1                                                                | Lituania                                                             | UEFA Nations League 2024-2025 - 1º turno                             | -                                                                    | 77’                                                                  |
| 18-11-2024                                                           | Bucarest                                                             | Romania                                                              | 4 – 1                                                                | Cipro                                                                | UEFA Nations League 2024-2025 - 1º turno                             | -                                                                    |                                                                      |
| 21-3-2025                                                            | Larnaca                                                              | Cipro                                                                | 2 – 0                                                                | San Marino                                                           | Qual. Mondiali 2026                                                  | -                                                                    | 89’                                                                  |
| 24-3-2025                                                            | Zenica                                                               | Bosnia ed Erzegovina                                                 | 2 – 1                                                                | Cipro                                                                | Qual. Mondiali 2026                                                  | -                                                                    | 65’                                                                  |
| 6-6-2025                                                             | Plovdiv                                                              | Bulgaria                                                             | 2 – 2                                                                | Cipro                                                                | Amichevole                                                           | -                                                                    | 59’                                                                  |
| 10-6-2025                                                            | Bucarest                                                             | Romania                                                              | 2 – 0                                                                | Cipro                                                                | Qual. Mondiali 2026                                                  | -                                                                    | 46’                                                                  |
| Totale                                                               |                                                                      | Presenze                                                             | 40                                                                   |                                                                      | Reti                                                                 | 1                                                                    |                                                                      |

## Palmarès

### Club

#### Competizioni nazionali
- Campionato cipriota: 1

Omonia: 2020-2021
- Coppa di Cipro: 2

Omonia: 2021-2022, 2022-2023
- Supercoppa di Cipro: 1

Omonia: 2021